# Vleugelia
Vleugelia — рід грибів. Назва вперше опублікована 1969 року.

## Класифікація
До роду Vleugelia відносять 1 вид:
- Vleugelia betulina